# سولفافورازول
سولفافورازول(به انگلیسی: Sulfafurazole) (INN، همچنین با نام سولفیسوکسازول نیز شناخته می‌شود) یک ضد باکتری سولفونامیدی با یک استخلاف دی متیل-ایزوکسازول است. این آنتی بیوتیک فعالیت خوبی در برابر طیف وسیعی از ارگانیسم‌های گرم منفی و گرم مثبت دارد. این دارو گاهی همراه با اریترومایسین (ببینید اریترومایسین/سولفافورازول) یا فنازوپیریدین تجویز می‌شود. شکل مصرف این دارو به صورت موضعی و در محلول یا پماد ۴٪ می‌باشد.